# Новокварсинское
Новокварсинское — деревня в Завьяловском районе Удмуртской Республики Российской Федерации.

## География
Находится в 25 км к северо-востоку от центра Ижевска и в 22 км к северо-востоку от Завьялово. Расположена на правом берегу реки Июль, примыкает к северной окраине деревни Банное.

## История
До 25 июня 2021 года входило в Италмасовское сельское поселение, упразднённое в связи с преобразованием муниципального района в муниципальный округ.

## Население
| 2003 | 2010 | 2012 |
| ---- | ---- | ---- |
| 178  | ↗188 | ↘185 |

## Инфраструктура
Личное подсобное хозяйство.
Основа экономики — сельское хозяйство.

## Транспорт
Деревня доступна автотранспортом. Остановка общественного транспорта «Новокварсинское».